# Neoserica sexfoliata
Neoserica sexfoliata är en skalbaggsart som beskrevs av Moser 1915. Neoserica sexfoliata ingår i släktet Neoserica och familjen Melolonthidae. Inga underarter finns listade i Catalogue of Life.